# Spotlight (instrumento de iluminação)

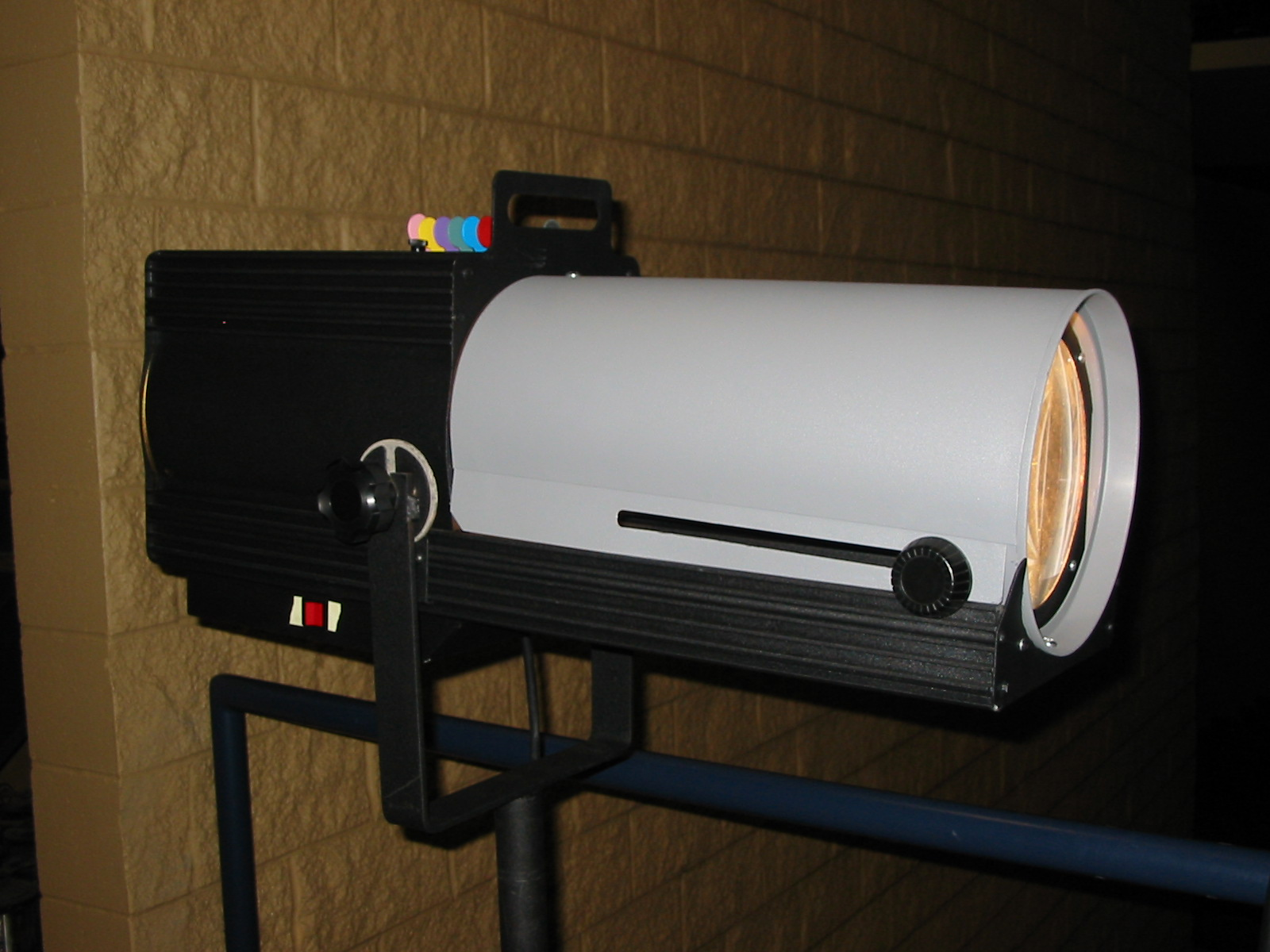
Um spotlight.

Um spotlight, também conhecido como followspot ou follow-shot, é um poderoso instrumento de iluminação de palco que projeta um feixe de luz brilhante para um espaço de performance. Os holofotes são controlados por um operador de holofotes que acompanha atores ao redor do palco. Spotlight são comumente usados em concertos, musicais e apresentações em grande escala, onde destacando um específico, móvel, individual é fundamental. Os spotlights estão por vezes localizados sobre as passarelas. Em alguns teatros, eles também podem estar localizados na cabine de controle ou propositadamente construída "cabines spot", além da passarela. Os holofotes podem estar dispostos em uma variedade de padrões para cobertura. Por exemplo, eles são direcionados para frente do palco em cinemas, localizado na parte traseira. Este local pode tornar-se problemático devido ao ruído do ventilador ou a qualquer comunicação por fone de ouvido do operador local falando em seu microfone de fone de ouvido. Em circo e esportes, holofotes podem estar dispostos em torno da instalação cobrindo ambos os lados e as extremidades. Em um cenário de concertos, eles podem estar em posição frontal, enquanto outras posições podem ter o holofote a fazer sombra usado como luz traseira ou superior. Alguns shows usam suporte spots em frente do palco, mas mais perto do que passarela em estilo de layout em um anfiteatro. 
As características de um spotlight típico incluem:
- Uma fonte de luz forte, muitas vezes uma lâmpada de descarga de alta intensidade com uma temperatura de cor alta.
- Uma lente que pode ser manualmente focada.
- Um dispositivo manual para alterar a intensidade do feixe, especialmente quando uma fonte HID que não pode ser gradualmente escurecida eletronicamente, é usada.
- Uma "íris" para ajustar o tamanho do ponto / ângulo do feixe.
- Um compartimento de cores consistindo em vários quadros de gel que podem ser balançados na frente do feixe.
- Às vezes é adicionado algum tipo de visão física para auxiliar no apontar na lâmpada pelo operador.

Alguns holofotes podem ser equipados com colourchangers para colorir o feixe ou gobo titulares para criar uma variedade de efeitos. A maioria dos spotlights podem ser equipados com géis coloridos.